# Канлифф, Дэн
Дэ́ниел Ка́нлифф (англ. Daniel Cunliffe), более известный как Дэн или Дэ́нни Ка́нлифф (англ. Dan (Danny) Cunliffe; 11 июня 1875 — 28 декабря 1937) — английский футболист, правый инсайд. Наиболее известен по выступлениям за футбольные клубы «Ливерпуль», «Нью-Брайтон Тауэр», «Портсмут», «Нью-Бромптон» и «Рочдейл», также провёл один матч за национальную сборную Англии.

## Футбольная карьера
Уроженец Болтона (графство Ланкашир), Канлифф выступал за юношеские и любительские футбольные команды «Болтон Орландо», «Литтл Левер» и «Миддлтон Боро». Затем играл за «Олдем Каунти» в Лиге Ланкашира.
В мае 1897 года Канлифф присоединился к «Ливерпулю». Дебютировал за клуб 4 сентября 1897 года в матче против клуба «Сток» (ничья 2:2). В сезоне 1897/98 провёл за «Ливерпуль» 14 матчей в Первом дивизионе, забив 5 голов, а также 4 матча в Кубке Англии.
В сезоне 1898/99 Канлифф выступал за «Нью-Брайтон Тауэр» во Втором дивизионе. Дебютировал за клуб 10 сентября 1898 года в матче против «Гейнсборо Тринити», отличившись забитым мячом (победа со счётом 3:2). Он провёл за команду 30 матчей и забил 15 голов в рамках лиги.
Перед началом сезона 1899/1900 перешёл в «Портсмут», выступавший в Южной лиге. Дебютировал за клуб 6 сентября 1899 года на стадионе «Фраттон Парк» в дерби против «Саутгемптона», открыв счёт в матче. Игра завершилась победой «Портсмута» со счётом 2:0. 14 апреля 1900 года вновь забил в ворота «Саутгемптона» на стадионе «Делл». Сезон 1899/1900 «помпи» завершили на втором месте в Южной лиге. Также Канлифф забил первый гол «Портсмута» в основном турнире Кубка Англии, отличившись в игре против «Блэкберн Роверс» 1 февраля 1900 года.
В марте 1900 года Канлифф получил вызов в национальную сборную Англии. 17 марта 1900 года он провёл свой единственный официальный матч за сборную Англии — это была игра Домашнего чемпионата против сборной Ирландии на стадионе «Лэнсдаун Роуд» в Дублине. Матч завершился победой англичан со счётом 2:0. Также он провёл две игры за сборную юга Англии против сборной севера (7 марта 1900 года и 26 января 1903 года).
В сезоне 1900/01 Канлифф вновь выступал за «Нью-Брайтон Тауэр», сыграв 28 матчей и забив 9 голов в рамках Второго дивизиона. Клуб завершил сезон на четвёртом месте, однако из-за высоких издержек владельцы клуба решили его расформировать, и летом 1901 года «Нью-Брайтон Тауэр» прекратил своё существование.
В 1901 году Канлифф вернулся в «Портсмут» и помог команде впервые выиграть Южную лигу в сезоне 1901/02, на пять очков опередив занявший второе место «Тоттенхэм Хотспур». Канлифф выступал за «помпи» до 1906 года.
В мае 1906 года стал игроком клуба «Нью-Бромптон». Провёл в команде один сезон, забив 15 голов. Позднее выступал за «Миллуолл Атлетик», «Хейвуд» и «Рочдейл».

## Достижения
«Портсмут»
- Чемпион Южной лиги: 1901/02

## Вне футбола
Участвовал в Первой мировой войне в рядах 12-го батальона ланкаширских стрелков. В 1917 году получил ранение во Франции, лечение проходил в Рединге.
Умер в декабре 1937 года в Хейвуде в возрасте 62 лет.